# Istvan Zavadsky
Pour les articles homonymes, voir Zavadski.
Istvan Zavadsky, parfois écrit Étienne Zavadsky ou István Závodi, né le 27 juillet 1906 à Budapest,, et décédé à Montpellier le 10 novembre 1987, est un footballeur international hongrois, devenu entraîneur en France.
Il est le grand-père de Gábor Zavadszky, devenu footballeur professionnel à son tour.

## Biographie
Surnommé Pistou ou Pichta, il jouait comme attaquant. Encore joueur amateur au MÁVAG Budapest (hu), il est sélectionné en équipe de Hongrie en mars 1932, avec laquelle il brille lors d'une victoire sur la Tchécoslovaquie. Approché par le SO Montpellier, club français nouvellement professionnel, il arrive en France pendant l'été et entame à 26 ans une carrière professionnelle en France. Lors de la première édition du championnat de France, il termine à la 7e place du classement des buteurs avec douze réalisations.  
Il poursuit sa carrière en France jusqu'en 1947, à Montpellier, au FC Sète et au FC Antibes. Il devient ensuite entraîneur dans les années 1950, dans les clubs de Montpellier et de Sète. Il termine sa vie à Montpellier.
En 1994, un terrain de football est baptisé en son honneur dans le quartier Antigone à Montpellier.

## Parcours

### Joueur
- -1932 :  MÁVAG Budapest (hu)
- 1932-1939 :  SO Montpellier
- 1939-1944 :  FC Sète
- 1944-1945 :  SO Montpellier
- 1945-1946 :  FC Antibes
- 1946-1947 :  SO Montpellier

### Entraîneur
- 1950-1951 :  SO Montpellier
- 1954-1955 :  FC Sète
- 1956-1958 :  SO Montpellier
- 1975-1980: retraité et par amour du sport roi, il entraina les équipes de jeunes de Pérols 34470 au sud de MONTPELLIER ou il résida après sa carrière

## Sources
- Ressources relatives au sport :   - Eu-football
  - Mondefootball
- Marc Barreaud, Dictionnaire des footballeurs étrangers du championnat professionnel français (1932-1997), l'Harmattan, 1997.